# Ctenophorus maculosus
Ctenophorus maculosus är en ödleart som beskrevs av  Mitchell 1948. Ctenophorus maculosus ingår i släktet Ctenophorus och familjen agamer. IUCN kategoriserar arten globalt som livskraftig. Inga underarter finns listade i Catalogue of Life.